# Alejandro Bettinotti
Alejandro Bettinotti (10 de julio de 1962-23 de mayo de 2022) fue un documentalista, cantautor, compositor y pianista argentino.

## Biografía
Con una trayectoria de treinta años en la música, vino fusionando el tango, el rock y la música popular llevando su estilo particular a cientos de lugares de Argentina y del mundo.
Siempre con producciones independientes y autogestionadas, editó doce Discos de estudio, tres Documentales y un Libro.
En el año 2003, fue convocado, indicado como innovador dentro del género al Festival Argentina Nuevamente, en la ciudad de Barcelona, en España, y posterior gira al sur de ese país.
En el año 2009 realizó el guion y produjo el documental Entrañas del asfalto, una mirada profunda acerca del origen del tango y su contraste actual con las nuevas formas del género.
En el 2013, editó su primer libro Tangos a la deriva, que incluye un disco como solista, poemas y textos. 
En 2014 presentó el libro en la Feria Internacional del libro y en el Museo Casa Carlos Gardel.
Entre 2010 y 2015 realizó presentaciones en vivo en varias Universidades Nacionales de Argentina y en el exterior como Grecia, Colombia, Ecuador y México, (estas presentaciones en Colombia, Grecia y Ecuador fueron declarados de interés Cultural por la Cancillería Argentina, Instituto Nacional de la música Argentina, Embajada Argentina en Grecia y el Consulado Argentino en Guayaquil, Ecuador).  
A través de su obra artística, generó distintos debates con las comunidades de cada región.
Como resultado de estos encuentros  se realizaron los Documentales: Che, ¿Vos quien sos? y Giras Universitarias.
Llevó su estilo particular a cientos de lugares de Argentina, Latinoamérica y el Mundo.
En Argentina, entre otros escenarios, se presentó en La Trastienda, La Feria Internacional del Libro Buenos Aires, Teatro ND Ateneo, Casa Museo Carlos Gardel, Café Tortoni, Torquato Tasso, Club del Vino, Bar Tuñón, Festival de Tango Independiente Buenos Aires, Café Notorious, Teatro Bauen, Centro Cultural Cooperación.
En los años 80 armó la agrupación Barrio Negro, en los 90 la banda de rock Señores Monos, en el dos mil el dúo de corte tanguero Bettinotti-Fernández y luego su carrera solista. 
Fue indicado como uno de los exponentes de la corriente de "tango oculto", en el ensayo que lleva ese título de la investigadora Silvana Boggiano, que versa sobre una corriente musical en contraposición con el "tango oficial".

## Discografía
- 1994 - Señores Monos - Ya en el coche policial el desequilibrado no muestra arrepentimiento
- 2004 - Bettinotti Fernández - Los Porteños de Gardel[5]
- 2006 - Bettinotti Fernández - Tangolpeados[6]
- 2007 - Bettinotti Fernández - Rezongando Rezongar[6]
- 2008 - Bettinotti Fernández - El hombre muere del hombre[6]
- 2009 - Bettinotti Fernández - Matemos al televisor[6]
- 2010 - Bettinotti Fernández - Fumigándonos[6]
- 2011 - Bettinotti Fernández - En vivo en el Nd Ateneo 2009
- 2012 -  "Bettinotti Fernández - Esquifuzos"
- 2013 -   Alejandro Bettinotti - Tangos a la deriva
- 2015 -   Alejandro Bettinotti - Acertijos
- 2016 -   Alejandro Bettinotti - Parte del arte
- 2018 -   Alejandro Bettinotti - Armas de la paz

## DVD
- 2010 - Bettinotti Fernández - Dvd del Recital en vivo en el Teatro Nd Ateneo 2009

## Documental
- 2009 - Entrañas del Asfalto, documental sobre la obra de Bettinotti-Fernández, dirigido por Héctor Rivero.[7]

-2015 – Che: ¿Vos quién sos? (Una travesía de arte por tierras Universitarias)
-2017 – Gira Universitaria Ecuador